# Kamputxea Democràtica
Kamputxea Democràtica (en khmer: កម្ពុជាប្រជាធិបតេយ្យ, Kampuchea prâcheathippadey) fou l'estat successor de la República Khmer sota el règim de Pol Pot i el seu partit dels khmers rojos, que van governar el país entre 1975 i 1979 en un règim de terror. Correspon a l'actual Cambodja.

## Breu història
Els khmers rojos van arribar al poder després de l'anomenada II Guerra d'Indoxina o Guerra del Vietnam i la caiguda del govern pro-americà de la República Khmer del general Lon Nol.
Aquest període va veure l'evacuació de les ciutats i l'intent de creació d'una utopia igualitària en la qual la totalitat de la població urbana va ser forçada a treballar als camps de conreu. L'experiment va dur a la mort d'aproximadament 1,5 milions de cambodjans a través d'execucions polítiques, fams i les condicions sovint duríssimes del treball forçat, cosa que va representar la desaparició d'entre el 25 i el 30% de la població nacional.
El novembre de 1975 l'aleshores diplomàtic dels Estats Units d'Amèrica Henry Kissinger digué al ministre d'afers exteriors de Tailàndia que diguera als governadors de la Kamputxea Democràtica que pensava respectar la seua independència. El comportament de Kissinger s'explica pels interessos dels Estats Units contra Vietnam del Nord.
El joc de poders entre l'URSS i la Xina per tenir influència en la regió va alimentar les hostilitats entre Cambodja i el Vietnam i va dur aquest últim a l'establiment del Front d'Unió Nacional per la Salvació de Kampuchea (FUNSK o KUFNS). Aquests esdeveniments varen conduir a la invasió de Cambodja per les forces armades del Vietnam i del front de salvació el 22 de desembre de 1978.
Després de la precipitada caiguda del règim de la Kamputxea Democràtica es va fundar la República Popular de Kamputxea, estat filo-soviètic que va ser qualificat de "govern titella" pels khmers rojos i la Xina. Derrotats, els khmers rojos varen fugir a la frontera amb Tailàndia on varen controlar els camps de refugiats hostigant a la jove república durant les dues dècades següents, recolzats per la Xina, els Estats Units i Tailàndia.

## Balanç de la situació
D'acord amb les estadístiques de K.D. Jackson, el 17 d'abril de 1975, any en què els khmers rojos van prendre Phnom Penh, hi havia a Cambodja una població de 7,3 milions d'habitants. Quan el Vietnam va començar la invasió al desembre de 1978, el país tenia una població de 6 milions d'habitants, cosa que representa un dramàtic descens d'1,5 milions en menys de quatre anys. K.D. Chandler assenyala com a raons d'aquest dràstic descens de la població -que calcula en 1,5 milions de desapareguts- la malnutrició, els treballs forçats i les malalties mal ateses en general. A més a més 200.000 persones, probablement més, van ser executades sense judici, classificats com a "enemics", entre els quals es comptaven nens, vells i persones pertanyents fins i tot al mateix partit. Atès que la majoria de les víctimes pertanyien a l'ètnia khmer, el periodista socialista Jean Lacouture va denominar el procés un "acte de genocidi"